# Бриляково
Бриляково — село в Городецком районе Нижегородской области, административный центр Бриляковского сельсовета.
Располагается примерно посередине между Городцом и Ковернино вдоль соединяющей их трассы.
Лес в 15 минутах ходьбы в любом направлении и река Узола делают это место привлекательным для любителей отдыха на природе.
В Брилякове есть школа которая в 2008 году отметила своё 30-летие. В конце 1970-х начале 1980-х наполняемость классов была порядка 40 человек, в конце 80-х — 30 человек, в 2008—2009 уч. году в первый класс не наберётся и 10 учеников. В селе расположено отделение Почты России (индекс 606534).